# Programma literarium

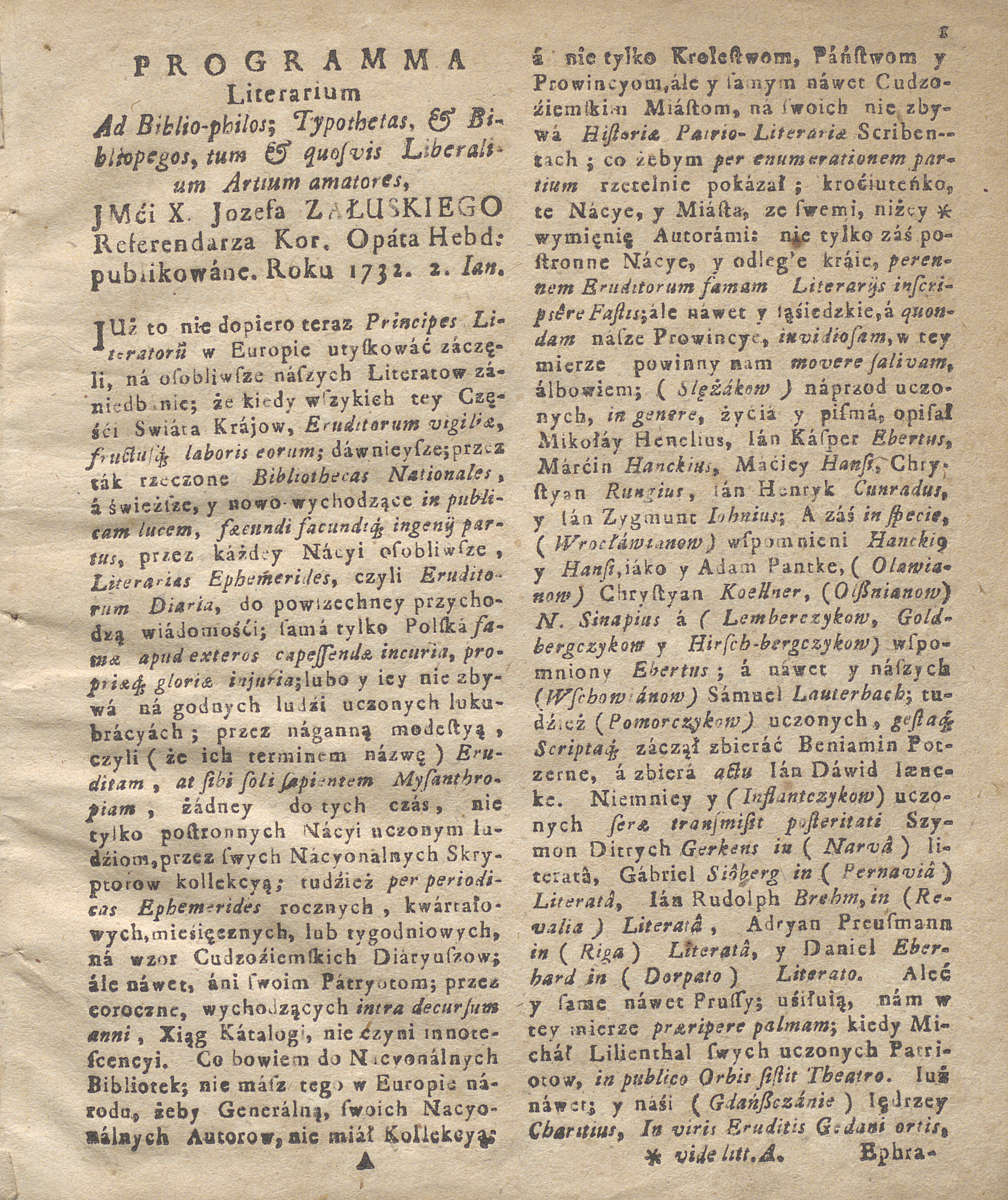
Wydanie polskie z 1732

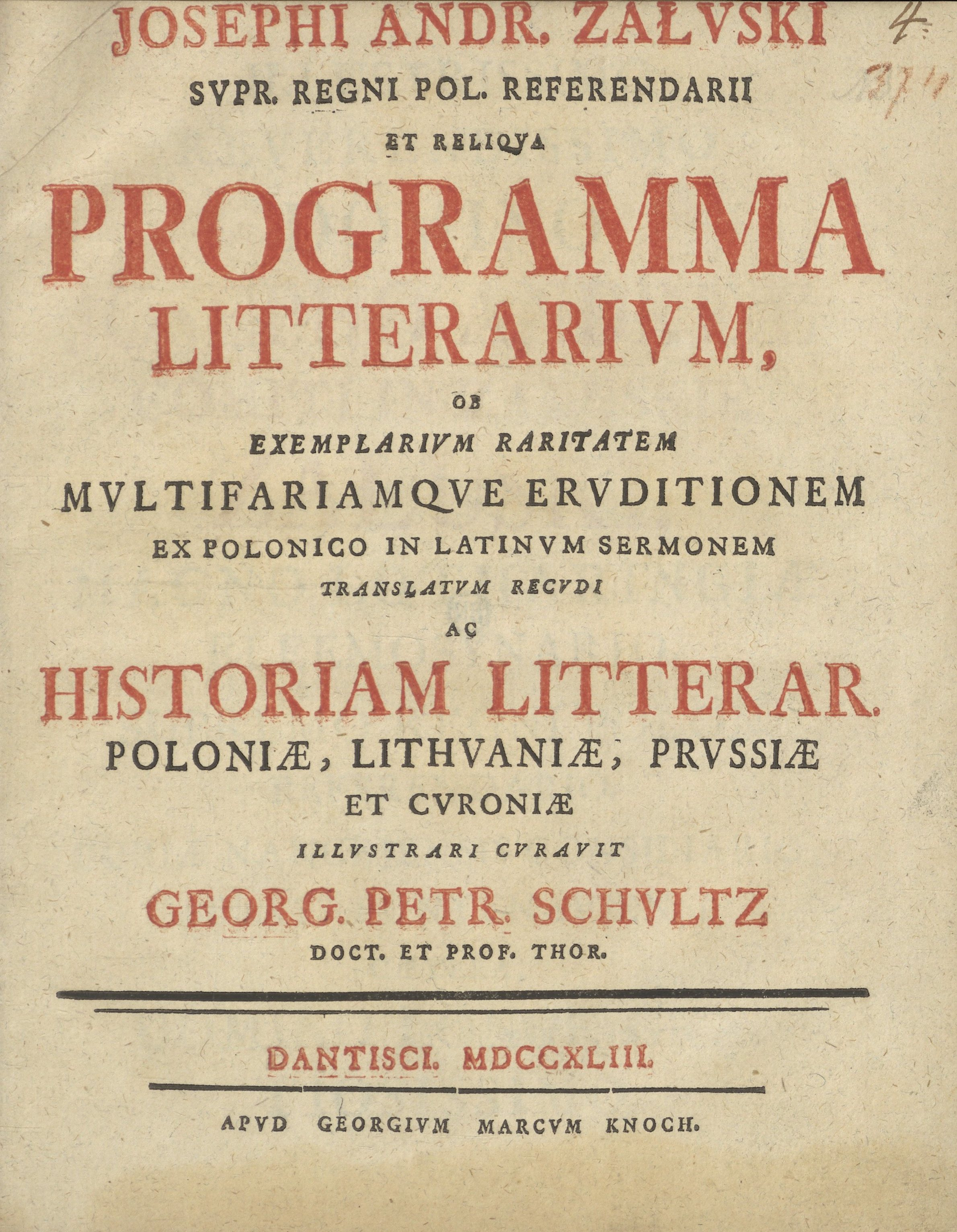
Wydanie łacińskie z 1743

Programma literarium – druk referendarza wielkiego koronnego Józefa Andrzeja Załuskiego zawierający pierwszy w Polsce całościowy długofalowy program rozwoju humanistyki, pierwszy program ratowania dziedzictwa piśmiennictwa (oraz także – w pewnej mierze – projekt stworzenia systemu informacji o kulturze i państwie).
Pełny tytuł: Programma literarium ad bibliophilos, typothetas et bibliopegos tum et quosvis liberalium artium amatores (Program uczony dla bibliofilów, drukarzy i księgarzy oraz dla wszystkich miłośników sztuk wyzwolonych), Warszawa drukarnia Scholarum Piarum 1732, ss. 54; wersja łacińska pod zmienionym tytułem Programma literarium ob exemplarium raritatem multifariamque ex Polonico in Latinam sermonem translatum recundi ad historiam literarium Poloniae, Lithuania, Prussiae et Curoniae illustrari curavit: Gdańsk oficyna Jerzego Marka Knocha 1743; wersja łacińska włączona jeszcze do zbioru pism historycznych  Scriptorum Rerum Polonicarum et Prussicarum Collectio Nova...: Gdańsk oficyna Jerzego Marka Knocha 1753.

## Geneza
Publikacja Programma wpisywała się w ożywienie polityczne i kulturalne ostatnich lat Augusta II, przejawiające się m.in. w programach naprawy Rzeczypospolitej. Programma nawiązywała do istniejących prac na polu historii polskiego piśmiennictwa (bibliografie, edycje polskich źródeł historycznych), rozwijanych w I poł. XVIII  w. głównie przez uczonych i księgarzy Gdańska, Torunia i Elbląga (Lengnich, Voigt i Jungschultz, Braun, Hoppius, Hoffman), Lipska (Krause, Mencke, Troc) i Wrocławia (Korn).

## Zawartość
Programma zapowiada otwarcie biblioteki publicznej i realizację przez nią szerokiego  programu wydawniczego oraz zawiera apel do pomocy w gromadzeniu księgozbioru i przygotowaniu bibliografii i wydawnictw źródłowych. Napisana w duchu barokowego polihistoryzmu opisuje wielowiekowe zaniedbania na polu kultury w Rzeczypospolitej, zwłaszcza w dziedzinie ochrony źródeł piśmiennictwa. Jako antidotum proponuje wspólną akcję, mającą na celu otwarcie w Warszawie biblioteki publicznej - skarbnicy drukowanych i rękopiśmiennych pamiątek do historii Polski, oraz publikację podstawowych bibliografii i edycji źródeł do historii Polski, przede wszystkim słownik bibliograficzny pisarzy polskich Bibliotheca polono-litteraria. W czasach, gdy nie istniały zawodowe instytucje nauki i kultury, Programma wzywa wszystkich uczonych, przyjaciół i miłośników nauki, typografów, autorów książek, prawników, erudytów, wszystkie kapituły katedralne i kolegiackie, akademie, konwenty, klasztory, domy zakonne, kolegia, kongregacje, przede wszystkim zaś księgozbiory do udzielenia autorowi pomocy w tworzeniu biblioteki oraz publikacji jej wydawnictw. Programma zawiera ponadto opis zapowiadanych publikacji (12); ogłoszenie o bliskiej inauguracji Biblioteki Załuskich; informacje o uczonych zagranicznych, którzy inspirowali plany naukowe referendarza koronnego; opisy dzieł, na których zamierzał wzorować się Załuski; informacje o jego polskich poprzednikach; obszerne spisy bibliograficzne i katalogowe; sprostowania i nowe ustalenia naukowe dotyczące źródeł historycznych.

## Cel
Zapowiedziane w Programma inicjatywy (biblioteka publiczna w Warszawie, otwarta w roku 1747, oraz częściowo zrealizowany program wydawniczy) miały uświadomić rodakom i cudzoziemcom wielkość i wagę polskiego dorobku kulturalnego; celem ich było budzenie wśród krajowej elity umysłowej wiary we własne siły oraz stworzenie legitymacji dla miejsca Polski między narodami Europy. Pierwsze zdanie Programma jest dobrą ilustracją założeń ideowych publikacji: 
Już to nie dopiero teraz najwybitniejsi principes literaturom [najwybitniejsi uczeni] w Europie utyskiwać zaczęli na osobliwsze naszych literatów zaniedbanie, że kiedy wszystkich tej części świata krajów eruditorum vigiliae, fructusque laboris eorum [czuwające nad życiem umysłowym i jego owocami], dawniejsze przez tak rzeczone Bibliothecas Nationales, a świeższe i nowowychodzące In publicam lucem [na światło dzienne] faecundi facundique ingenis partus [źródła krasomówstwa i dowcipu], przez każdej nacyi osobliwsze, Litterarias Ephemerides [nieperiodyczne pisma literackie], czyli drukowane Diaria, do powszechnej przychodzą wiadomości; sama tylko Polska famae apud exteros capessendae incuria, propriaequae gloriae iniuria [ma u obcych opinię opieszałej i nie zasługującej na szczególne wyróżnienie]; lubo i jej nie zbywa na godnych ludzi uczonych lukubracyjach, przez naganną modestyją [skromność], czyli (że ich terminem nazwę) eruditam, at sibi soli sapientem misantropiam [uczonych, lecz wyłącznie na własny użytek], żadnej dotychczas nie tylko postronnych nacyj uczonym ludziom, przez swych nacyonalnych skryptorów kollekcyją, tudzież per periodicas ephemerides [za pośrednictwem wydawnictw periodycznych] rocznych, kwartałowych, miesięcznych lub tygodniowych, na wzór cudzoziemskich diariuszów; ale nawet ani swoim patriotom przez coroczne, wychodzących intra decursum anni [w ciągu roku], ksiąg katalogi, nie czyni innotescencyji [wiadomym].
Źródłem inspiracji referendarza mógł być program reform nauki i edukacji Węgier Hungariae Antiquae et Novae Prodromus (Norymberga, 1723), ogłoszony przez Mátyása Bela (1684–1749).

## Wezwanie do współpracy
W broszurze ksiądz referendarz wzywał bibliofilów oraz bibliotekarzy kapituł, akademii i klasztorów do przekazywania jego bibliotece bądź informacji o tamtejszych zbiorach rękopiśmiennych, bądź też samych manuskryptów (proponując formę sprzedaży, wymiany lub wypożyczeń); w szczególności do przesyłania najdawniejszych źródeł historiograficznych oraz rękopisów traktatów międzynarodowych, zawieranych przez Rzeczpospolitą; typografów do przekazywania spisów publikacji drukarń za lata 1700–1730; autorów książek do przesyłania do Biblioteki Załuskich egzemplarzy autorskich nowych publikacji; wszystkich czytelników, aby do planowanej encyklopedii Maximum Lexicon Universale Historico-Polonicum nadsyłali monumenta, genealogie i informacje o swojej lub innej familii, a także różnego typu dane; prawników, do informowania autora o zauważonych przez siebie w Inwentarzu Konstytucji Macieja Ładowskiego omyłkach i opuszczeniach; kanoników i urzędników Rzeczypospolitej do powiadamiania autora o zmianach w składzie personalnym w swych diecezjach i kapitułach, województwach, ziemiach i powiatach.
Aby zachęcić wszystkich do spełnienia swoich próśb używał Załuski trzech przede wszystkim argumentów. Po pierwsze, odwoływał się do patriotyzmu czytelników. Wskazując na olbrzymie różnice pod względem liczby edycji źródeł, bibliografii, czasopism i encyklopedii pomiędzy Polską a Prusami Królewskimi i zagranicą, stwierdzał, że każda taka publikacja to dokument dorobku i żywotności ruchu umysłowego danego kraju, regionu czy miasta. Po drugie, Załuski odwoływał się do troski o los dokumentów do historii Polski. W murach biblioteki publicznej i na kartach jego publikacji miałyby one szansę przetrwania dla pożytku następnych pokoleń. Po trzecie, wskazywał na praktyczne korzyści płynące z zapowiadanych przez siebie publikacji (m.in. wydanie Kodeksu dyplomatycznego miało ochronić przed zniszczeniem dokumenty prawne katedr, kolegiat, opactw, klasztorów, akademii, familii szlacheckich i miast; pogłębić znajomość historii ojczystej i prawa publicznego; usprawnić prace urzędów). Prośbę o współpracę wspierał Załuski obietnicą wykorzystania nadesłanych druków, rękopisów i informacji w zapowiadanych wydawnictwach oraz udostępnienia ich publiczności w ogólnie dostępnej bibliotece. Programma miała ułatwić zorganizowanie kręgu współpracowników przyszłej biblioteki publicznej. Zalążki takiego środowiska kształtowały się od kilku lat; w chwili publikowania pisma Józef Andrzej Załuski utrzymywał stale kontakty naukowe m.in. z Janem Fryderykiem Sapiehą, Anną z Sanguszków Radziwiłłową, Kasprem Niesieckim, Józefem Wandalinem Mniszchem, Wacławem Rzewuskim, Jakubem Kazimierzem Rubinkowskim, warszawskimi jezuitami, a także z licznymi erudytami z Prus Królewskich, Saksonii, Włoch i Francji. Referendarz koronny chciał za pośrednictwem Programma literarium przedstawić miłośnikom nauki atrakcyjny program naukowy, który pozwoliłby rozszerzyć istniejącą wokół niego grupę ludzi nauki oraz skupić ich wokół wspólnego przedsięwzięcia, którego bazą miały być zbiory Załuskich.

## Upowszechnianie
Programma w edycji z r. 1732 była zarówno sprzedawana przez drukarnię oraz bibliopolów i introligatorów, jak i rozdawana przez jej autora. W początkach maja 1732 r. Programma sprzedawali w Warszawie: oficyna pijarska, bibliopola Paweł Krzysztof Różycki oraz introligatorzy Tyckiewicz i Gałeczka; w październiku 1744 r. można ją było kupić w drukarni pijarskiej oraz w księgarni Krzysztofa Bogumiła Nicolai na Marywilu („Kurier Polski” 1732 nr 124, tamże 1744 z dn. 14 X). Pewną część nakładu trzech edycji rozdawał Załuski ludziom nauki w kraju i za granicą jako zaproszenie do współpracy naukowej. Z rękopiśmiennej korespondencji J.A Załuskiego wiadomo, że broszurę tę otrzymali lub też ją przeczytali m.in. biblioteka Collegium Maius, starosta czehryński Jan Kajetan Jabłonowski, Andrzej Stanisław Załuski, biskup koadiutor wileński Józef Stanisław Sapieha, kanonik włocławski Bonifacy Erazm Szembek, bożogrobcy Florian Buydecki, Wacław Muratowicz i Jakub Radliński, Jan Daniel Janocki oraz uczeni zagraniczni: François Salmon i Jean Samuel Strimes. Łaciński przekład Programma literarium (1743) został omówiony na łamach pism „Nouvelle Bibliothèque Germanique” oraz „Warschauer Bibliothek”.

## Wpływ i znaczenie
Wznawiana dwukrotnie Programma literarium, choć napisana chaotycznie, zbyt ambitna i nie zawsze konsekwentnie wprowadzana w życie, była najważniejszym dokumentem programowym Biblioteki Załuskich, uznawanej za granicą za reprezentanta polskiej nauki (wobec braku Akademii Nauk). Jej nowość polegała m.in. na stworzeniu forum otwartej współpracy naukowej i publicznej. Programma była jedną z  pierwszych  oznak nowej orientacji kulturowej - uznania Europy, przede wszystkim Niemiec, Francji i Włoch, za wzór do naśladowania. (Pogląd, że Polska to kraj kulturowej peryferii, a centrum to wzór do naśladowania, podzielały w początkach XVIII w. jedynie bardzo wąskie kręgi szlachty i magnaterii). Programma to także jedna z pierwszych oznak zmiany mecenatu magnackiego z indywidualnego na publiczny. Ponieważ ówcześnie przeszłość była w znacznie większym niż dziś stopniu składnikiem aktualnej rzeczywistości, proponowane przez Załuskiego działania miały także wymiar praktyczny i nie były jedynie wyrazem wąskiego erudycjonizmu. Programma... otworzyła w Polsce serię osiemnastowiecznych programów rozwoju kultury (Stanisław Konarski, Franciszek Bohomolec, Michał Mniszech i inni). Zgodnie z zamierzeniem Programma ułatwiała J.A. Załuskiemu nawiązywanie współpracy z innymi erudytami, z góry określając jej obszar i formy. Pełniła ona także rolę inspirującą, zachęcając innych do podejmowania podobnych inicjatyw edytorskich. Np. Florian Buydecki, (1702–1765), bożogrobiec, historyk, pod wpływem Programma literarium zebrał dwa tomy dokumentów Notata varia ex variis documentis, manuscriptis, literis, instrumentis, epislolis Ordinis Canonicorum S. Sepulchri et de personis hujus Ordinis (korespondencja rękopiśmienna J.A. Załuskiego).  Tradycje miłośników nauki czasów saskich podjęli w ostatnich dekadach XVIII oraz w XIX w. m.in. Jan Albertrandi, Tadeusz Czacki, Michał Hieronim Juszyński, Samuel Bogumił Linde, Adam Tadeusz Naruszewicz, Józef Maksymilian Ossoliński i liczni historycy, bibliografowie, fundatorzy bibliotek. Z idei Programma literarium wyrosła m.in. fundacja Ossolińskich i Bibliografia Polska Estreicherów.